# ویم دویسنبرگ
ویلم فردریک «ویم» دویسنبرگ (Willem Frederik "Wim" Duisenberg) (۹ ژوئیه ۱۹۳۵ – ۳۱ ژوئیه ۲۰۰۵)، سیاستمدار و اقتصاددانی بود که به عنوان رئیس بانک مرکزی اروپا از ۱ ژوئن ۱۹۹۸ تا ۳۱ اکتبر ۲۰۰۳ خدمت کرد. او عضوی از حزب کارگر هند (PvdA) بود.
دویسنبرگ اقتصاد را در دانشگاه خرونینگن با درجه ارشد اقتصادی مطالعه نمود و در آلما ماتر خود، قبل از پایان تزش و فارغ‌التحصیلی به عنوان «دکتر فلسفه» در اقتصاد توسعه به عنوان محقق کار می‌کرد. دویسنبرگ به عنوان تحلیلگر مالی برای صندوق بین‌المللی پول (IMF) از ژانویه ۱۹۶۶ تا مارس ۱۹۶۹ و به عنوان اقتصاددان برای بانک مرکزی هلند (DNB) از مارس ۱۹۶۹ تا فوریه ۱۹۷۰ به عنوان اقتصاددان کار کرد. دویسنبرگ به عنوان استاد اقتصاد کلان در دانشگاه آمستردام از فوریه ۱۹۷۰ تا مه ۱۹۷۳ میلادی کار کرد. پس از انتخابات ۱۹۷۲ میلادی، دویسنبرگ به عنوان وزیر مالیه در کابینه دن اویل در ۱۱ مه ۱۹۷۳ میلادی منصوب شد. کابینه دن اویل دقیقاً قبل از پایان دوره خود پایان یافت. پس از انتخابات ۱۹۷۷ میلادی، دویسنبرگ به عنوان عضوی از مجلس نمایندگان هلند انتخاب شد و از ۸ ژوئن ۱۹۷۷ تا ۸ سپتامبر ۱۹۷۷ میلادی و مجدداً از ۱۶ ژانویه ۱۹۷۸ به عنوان «کسی که در ردیف جلو می‌نشیند» و سخنگوی مالیه خدمت کرد. دویسنبرگ در ژوئن ۱۹۷۸ میلادی به‌طور غیرمنتظره‌ای اعلان بازنشستگی کرد و در ۲۸ ژوئن ۱۹۷۸ میلادی از مجلس استعفا داد. دویسنبرگ فقط ۴۲ سال داشت که از فعالیت‌های سیاسی نیمه-بازنشسته شد و در بخش خصوصی به عنوان هدایتگر شرکت فعال شده و به عنوان بانکدار رابوبانک کار کرد. در نوامبر ۱۹۸۱، دویسنبرگ به عنوان رئیس بعدی بانک مرکزی نامزد شد و این سمت را در ۱ ژانویه ۱۹۸۲ میلادی تصاحب کرد. در ژوئن ۱۹۹۷ میلادی، دویسنبرگ به عنوان رئیس بعدی مؤسسه پولی اروپا (EMI) نامزد شد و این سمت را در ۱ ژوئیه ۱۹۹۷ میلادی تصاحب نمود. در مه ۱۹۹۸ میلادی، EMI به «بانک مرکزی اروپا» (ECB) اصلاح سازمانی کرد و دویسنبرگ نیز به عنوان اولین «رئیس بانک مرکزی اروپا» از ۱ ژوئن ۱۹۹۸ تا ۳۱ اکتبر ۲۰۰۳ میلادی منصوب شد.
دویسنبرگ برای دومین بار از فعالیت‌های سیاسی در سن ۶۸ سالگی بازنشسته شد و مجدداً در بخش دولتی و خصوصی به عنوان هدایتگر غیرانتفاعی فعال شده و در کمیسیون‌های چندین ایالت و شورا، از جانب دولت خدمت کرد. دویسنبرگ پس از بازنشستگی‌اش به فعالیت خود به عنوان حامی و لابی‌گر بودجه دولتی متعادل، مقررات مالی و ادغام‌سازی بیشتر اروپا ادامه داد. توانایی‌ها و مهارت‌های مدیریتی دویسنبرگ و مذاکرات مؤثرش شناخته شده بود و به تفسیر در امور سیاسی تا زمان مرگش بر اثر سکته قلبی و غرق شدگی در یک استخر در ژوئیه ۲۰۰۵ میلادی در سن ۷۰ سالگی ادامه داد. او عنوان جوان‌ترین وزیر مالیه هلند در سن ۳۷ سالگی، به مدت ۳۰۶ روز را برای خود ثبت کرده‌است.

## اوان زندگی و تحصیلات
ویلم فردریک دویسنبرگ در ۹ ژوئیه ۱۹۳۵ میلادی در شهر فرسلاند از هیرن‌فین در هلند متولد شد. او پسر لامرت دویسنبرگ، سرپرست سامانه‌های آبرسانی و «آنتجه یکما» بود. او به مدرسه ابتدایی عمومی در شهر خود رفت. او به مدرسه راهنماییی رفت، اولین سال در «هاگر برگراسکول» و سپس در جیمنیزیوم که آن هم در «هیرنوین» قرار داشت، علوم طبیعی را مطالعه نمود. دویسنبرگ در ۱۹۵۴ میلادی به هارن، خرونینگن نقل مکان کرد. او در دانشگاه خرونینگن در خرونینگن از ۱۹۵۴ تا ۱۹۶۱ میلادی مطالعه کرد که در آنجا درجه «دکتوراندوس» (معادل کارشناسی ارشد علوم) را با درجه ممتازی «کام لاود» در اقتصاد را با تخصص در روابط بین‌الملل کسب نمود. او عضوی از «گرونینگر استودنتنکورپس ویندیکات آتکو پولیت» بود. در ۱۹۵۹ میلادی، او عضوی از حزب کارگر هلند شد. در ۱۹۶۰ میلادی با «تاین استلینگ» ازدواج کرد. در ۱۹۶۵ میلادی درجه دکترای خود را (که معادل دکترای فلسفه است) با تزش تحت عنوان «De economische gevolgen van de ontwapening» (پیامدهای اقتصادی خلع سلاح) تحت نظارت استاد «اف.جی. دی جانگ» بدست آورد.

## سیاست
دویسنبرگ متعاقباً برای صندوق بین‌المللی پول در واشینگتن DC، برای سالها کار کرد. سپس یک سال را به عنوان مشاور هدایتگر بانک ندرلندش، بانک مرکزی هلند در آمستردام کار کرد. سپس او به عنوان استاد دانشگاه آمستردام منصوب شد و اقتصاد کلان تدریس نمود. از ۱۹۷۳ تا ۱۹۷۷ میلادی، دویسنبرگ وزیر مالیه تحت نخست‌وزیری یوپ دن اویل بود. مدت کوتاهی پس از آن، او این کرسی خود در پارلمان را رها کرد و نایب رئیس رابوبانک، یکی از بانک‌های هلندی شد. دو سال بعد، او به عنوان هدایتگر بانک ندرلندش منصوب شد و از ۱۹۸۲ تا ۱۹۹۷ میلادی به عنوان رئیس آن بانک خدمت نمود. شاخصه دوران او در بانک مرکزی هلند، اختیاط و ذخیره‌سازی بود. تحت هدایت او، گیلدر هلندی با مارک هلندی-آلمانی پیوند خورد؛ این مسئله برای اقتصاد هلند سودمند بود و علت آن قدرت ارز آلمان بود. همچنین او از سیاست‌های نرخ سود بانک مرکزی آلمان به دقت تبعیت کرد که باعث شد به او لقب «آقای پانزده دقیقه» را به او نسبت دادند، چرا که به سرعت هرگونه تغییرات نرخ سود که توسط بانک فدرال آلمان وضع می‌شد را می‌پذیرفت.

## اولین رئیس بانک مرکزی اروپا
به دلیل موفقیت سیاست پولی‌اش، دویسنبرگ در سایر ممالک اروپایی شناخته شد و منجر به انتصابش در ۱۹۹۸ میلادی به عنوان رئیس بانک مرکزی جدید اروپا در فرانکفورت شد که باعث دلخوری فراوان فرانسه که کاندید فرانسوی برای این بانک در نظر داشتن شد. گرچه که سازشی مورد توافق قرار گرفت (هرچند به‌طور عمومی توسط تمامی احزاب تکذیب شد)، با این حال دویسنبرگ به مدت حداقل چهار سال خدمت کرد تا زمانی که ژان-کلود تریشه فرانسوی، هدایتگر بانک فرانسه جای او را گرفت. در ۱۹۹۹ میلادی، دویسنبرگ جایزه «چشم‌انداز اروپا» را به دلیل قدردانی از تلاش‌های در جهت اتحاد اروپا دریافت نمود.
دویسنبرگ طی تصدی خود بر این بانک، به دلیل سیاست‌های پولی محتاطانه‌اش و همچنین دفاع از پول یورو در سال‌های اولیه شناخته می‌شود. او برخی مواقع سرمایه‌گذاران و سیاستمداران را با چسبیدن به موضع ضد-تورمی بانک ناامید می‌کرد، چرا که نرخ‌ها را بالاتر از علاقه برخی‌ها نگه می‌داشت. گفتن «شنیدم، اما گوش نمی‌کنم» به چنین تقاضاهایی، یکی از پاسخ‌های اغلب رک او بود. دویسنبرگ به‌طور مکرر می‌گفت پیگیری تغییرات ساختاری چون تسهیل قواعد غیر منعطف در استخدام و اخراج کارکنان برعهده دولت‌های اروپایی است، اگر خواهان رشد بیشتری هستند. دویسنبرگ در ۹ ژوئیه ۲۰۰۳ میلادی (تولد ۶۹ سالگی‌اش) اعلام بازنشستگی کرد، اما تا زمانی که «تریچت» از اتهامات کلاهبرداری در رابطه با فروپاشی بانک کردیت لیون فرانسه پاک نشد در سمت خود باقی ماند و سپس تریچت در ۱ نوامبر ۲۰۰۳ میلادی، ریاست ECB را بر عهده گرفت.

## مرگ
دویسنبرگ در ۲۰۰۵ میلادی در سن ۷۰ سالگی در حالی که در سفر به ویلایش در فاوکون نزدیک اورنج فرانسه بود فوت کرد. او در استخر خود به دلیل حمله قلبی غرق شد. در ۶ اوت ۲۰۰۵ میلادی در تالار کنسرت آمستردام، مراسم یادبودی برای او برگزار شد. سپس دویسنبرگ همان روز در قبرستان زورگولید در آمستردام به خاک سپرده شد.

## نشان‌ها
- حکم شیر هلند (هلند)
- شوالیه (۱۱ آوریل ۱۹۷۸)
- فرماندار (۱۷ ژوئن ۱۹۹۷)
- فرماندار حکم اورنج-ناساو (هلند)
- صلیب باشکوه شوالیه از حکم ایزابل کاتولیک
- نشان افتخار اقتصادی از دانشگاه آمستردام (۸ ژانویه ۲۰۰۱).